# Halice synopiae
Halice synopiae är en kräftdjursart. Halice synopiae ingår i släktet Halice och familjen Pardaliscidae. Inga underarter finns listade i Catalogue of Life.